# Ваз, Кит
Найджел Кит Энтони Стэндиш Ваз (англ. Nigel Keith Anthony Standish Vaz, род. 26 ноября 1956 года, Аденская колония) — британский политик, член Лейбористской партии, депутат парламента от округа Восточный Лестер с 1987 по 2019 год. Занимал должности министра по делам Европы (1999—2001), председателя парламентского комитета внутренних дел (2007—2016). Член Тайного совета Великобритании с 2006 года.
За способность выходить невредимым из многочисленных скандалов британская пресса окрестила Ваза «тефлоновым политиком» и «Вазелином». В октябре 2019 года он был отстранён от работы в парламенте на 6 месяцев за отказ сотрудничать в расследовании инцидента, в котором Ваз предлагал нанятым им секс-работникам помощь в приобретении кокаина.
Младший брат бывшего теневого лидера Палаты общин Валери Ваз. Дальний родственник южноазиатского католического святого Иосифа Ваза.

## Ранние годы
Кит Ваз родился 26 ноября 1956 года в Адене в семье выходцев из Гоа Энтони Ваза и Мэрлин Ваз. Отец Кита был журналистом газеты The Times of India, позже получил управляющую должность в авиакомпании, мать работала учительницей. В 1965 году их семья переехала в Твикенхэм, пригород Лондона. В 1970 году отец Кита покончил с собой.
В 1979 году Ваз с отличием окончил Кембриджский университет, получив степень бакалавра права. В 1980—1987 годы работал солиситором в муниципальных учреждениях.

## Политическая карьера
В 1982 году Ваз вступил в Лейбористскую партию. Выдвигался на выборы 1983 года в округе Ричмонд и Барнз, набрав 7,1 % голосов. Занял третье место на выборах в Европейский парламент 1984 года. На выборах 1987 года Ваз победил депутата от округа Восточный Лестер консерватора Питера Бруинвелса, набрав на 3,7 % больше голосов, и впоследствии семь раз переизбирался в нём.
В ноябре 2019 года Ваз заявил, что не будет участвовать в декабрьских выборах. По их результатам депутатом от округа Восточный Лестер стала Клаудия Уэбб.

## Скандалы
В 1989 году, вскоре после того, как аятолла Хомейни издал фетву, приговаривающую Салмана Рушди к смертной казни, Кит Ваз позвонил писателю и пообещал ему свою полную поддержку. Несколько недель спустя депутат возглавил в Лестере демонстрацию с призывом запретить «Сатанинские стихи», впоследствии назвав это «одним из великих дней в истории ислама и Великобритании».
В 2001 году Ваз покинул пост министра по делам Европы после обвинений в содействии индийским миллиардерам братьям Хиндуджа, финансировавшим компанию его жены, в получении британского паспорта.
4 сентября 2016 года в таблоиде Sunday Mirror вышла статья, в которой утверждалось, что Ваз, выдавая себя за торговца стиральными машинами, платил мужчинам за незащищённый секс и предлагал им помощь в приобретении кокаина. Сам Ваз заявил, что ему в напиток что-то подмешали и он ничего не может вспомнить о произошедшем, сославшись на амнезию; в то же время, отвечая на вопросы парламентского комиссара по этике, он утверждал, что описанные журналистами события «не имеют никакого отношения к тому, что было на самом деле». В ответ на это Mirror опубликовала аудиозапись и расшифровку разговоров со следующей встречи, записанных одним из мужчин. Также Ваз утверждал, что встреча с мужчинами была назначена им, чтобы договориться о ремонте в его квартире, что он не был заинтересован в сексе, и даже если бы он имел место, то это его личное дело.
6 сентября Ваз покинул пост председателя парламентского комитета внутренних дел. В октябре 2019 года парламентский комитет по этике обвинил его в отказе сотрудничать с расследованием и нанесении значительного ущерба репутации Палаты общин и отстранил от работы на 6 месяцев.